# Etulia, Găgăuzia
Etulia (în găgăuză Tülüküü) este satul de reședință al comunei Etulia din Unitatea Teritorială Administrativă Găgăuzia, Republica Moldova.

## Geografie
Etulia se află în extremitatea sudică a Moldovei, aproape de frontiera moldo-ucraineană și moldo-română. Cel mai apropiat orașul aflat pe teritoriul Moldovei este Vulcănești, pe teritoriul Ucrainei – Reni, pe teritoriul României – Galați. Satul vecin este Cișmichioi.
Pe panta stângă a văii râului Cahul deasupra satului, este amplasat un afloriment de argile etuliene, o arie protejată din categoria monumentelor naturii de tip geologic sau paleontologic.

## Demografie

### Structura etnică
Structura etnică a satului Etulia conform recensământului populației din 2004:
| Grup etnic                    | Populație | % Procentaj |
| ----------------------------- | --------- | ----------- |
| Găgăuzi                       | 2.398     | 93,42%      |
| Băștinași declarați Moldoveni | 99        | 3,86%       |
| Ucraineni                     | 30        | 1,17%       |
| Ruși                          | 22        | 0,86%       |
| Bulgari                       | 14        | 0,55%       |
| Alții                         | 4         | 0,16%       |
| Total                         | 2.567     | 100%        |

## Prăbușirea dronei în luna februarie
Noaptea de pe data de 10 februarie 2024, în câmpurile din jurul satului, a căzut o dronă Shahed-136 care conținea 50 kg de substanță combustibilă. Se speculează că această dronă a fost doborâtă de forțele ucrainene.

## Sistem de transport
Zilnic din sat spre orașul Vulcănești merg autobuze interurbane. Prin comună trece autobuzul internațional Reni–Chișinău.

## Obiecte principale
În comuna Etulia se află stația feroviară cu același nume. Prin această stație zilnic trec trenuri cu destinația Ucraina și România. În comună este situată și fabrica vinicolă „Bostavan”. Vis-a-vis de primăria comunei este amplasat monumentul lui Karl Marx.

## Personalități

### Născuți în Etulia
- Evghenia Guțul (n. 1986), politiciană de etnie găgăuză;
- Artiom Zabun (n. 1996), fotbalist moldovean.